# Blueskraft
Blueskraft ist eine deutsche Bluesrockgruppe aus Reutlingen, die 1980 gegründet wurde und sich unter anderem durch ihre internationalen Konzerte mit bekannten Bluesmusikern besonders in der deutschsprachigen Szene einen Namen gemacht hat. Sie waren Tour Support/Begleitband von Eric Burdon, Big Time Sarah, Joanna Connor, Johnny Winter und der Spencer Davis Group sowie über zwei Jahrzehnte von Louisiana Red.

## Diskografie
- Never Too Late (1998)
- Still Alive and Blue (2003)